# Branko Crvenkovski
Branko Crvenkovski (en macedonio: Бранко Црвенковски; Sarajevo, 12 de octubre de 1962) es un político macedonio. Ejerció como primer ministro de Macedonia del Norte en dos etapas (1992-1998 y 2002-2004) y posteriormente fue presidente de Macedonia del Norte desde 2004 hasta 2009.

## Biografía
Nacido en 1962 en Sarajevo, donde su padre estaba destinado como oficial del Ejército Popular Yugoslavo, proviene de una familia macedonia de funcionarios en Skopie y pasó toda la infancia. En 1985 se licenció en Ingeniería Eléctrica por la Universidad Santos Cirilio y Metodio de Skopie, y durante un breve tiempo estuvo trabajando en una empresa local de hardware.
Crvenkovski formó parte de las juventudes de la Liga de los Comunistas de Macedonia. En las elecciones parlamentarias de Macedonia de 1990, las primeras bajo un sistema multipartidista, logró un escaño como representante de esa formación. Al año siguiente fue elegido presidente de la Unión Socialdemócrata de Macedonia (SDSM), el partido sucesor. En un contexto marcado por la caída del bloque comunista y la disolución de Yugoslavia, Crvenkovski fue uno de los diputados que aprobó la convocatoria del referéndum para la independencia de la República de Macedonia, celebrado el 8 de septiembre de 1991.

### Primer ministro

#### Primer mandato (1992-1998)
El 5 de septiembre de 1992, el presidente Kiro Gligorov nombró a Crvenkovski como primer ministro de Macedonia dentro de un ejecutivo de coalición. Con tan solo 29 años, se convirtió en el político europeo más joven en asumir responsabilidades de gobierno. Su primer mandato estuvo marcado por los efectos de la guerra de los Balcanes, las tensiones intercomunitarias y una difícil transición hacia una economía de mercado, ya que Macedonia dependía en gran medida de la antigua Yugoslavia y apenas tenía reconocimiento debido a la disputa sobre el nombre de Macedonia con Grecia.
En el plano internacional, Macedonia ingresó en la Organización de las Naciones Unidas en abril de 1993 bajo el nombre provisional de «Antigua República Yugoslava de Macedonia» pero mantuvo unos símbolos nacionales cuestionados por la vecina Grecia por un presunto fomento del irredentismo. El gobierno heleno llevó a cabo un bloqueo comercial de dos años para forzar el cambio, y durante ese tiempo el ejecutivo de Crvenkovski tuvo que aproximarse a Bulgaria y a Turquía para asegurar las vías de suministro. La situación se resolvió parcialmente en septiembre de 1995, con la firma de un acuerdo en el que los macedonios renunciaban a los símbolos cuestionados a cambio del levantamiento del bloqueo griego. Este compromiso, sumado al final de las guerras yugoslavas, sirvió para que Macedonia pudiera normalizar sus relaciones internacionales con el resto de países, así como para ingresar en el Consejo de Europa.
Crvenkovski se aseguró la reelección como primer ministro en las elecciones generales de 1994, marcadas por un boicot de la oposición nacionalista bajo acusaciones de fraude. A la inestabilidad política y económica se sumó la difícil integración de la minoría albanesa, agravada por la crisis política de Albania y la inestabilidad en Kosovo. Además, el gobierno había perdido apoyo por varios escándalos de corrupción que afectaban a su gabinete. Todos estos hechos provocaron que Crvenkovski cayese derrotado frente a Ljubčo Georgievski, del nacionalista VMRO-DPMNE, en las elecciones parlamentarias de 1998.
Durante los siguientes cuatro años, Crvenkovski ejerció como líder de la oposición al gobierno nacionalista de Georgievski y se mostró muy crítico con las medidas que habían tomado, tales como la liberalización económica o el papel del estado en el conflicto armado de 2001 en el noroeste del país, de mayoría albanesa. Si bien el SDSM entró en el gobierno en mayo de 2001 con las carteras de Defensa y Exteriores, se salió del mismo a los tres meses para dejar la aplicación del acuerdo de paz de Ohrid en manos del VMRO-DPMNE, que terminó acusando el desgaste en las próximas elecciones.

#### Segundo mandato (2002-2004)
Crvenkovski venció las elecciones parlamentarias de 2002 al frente de la coalición «Juntos por Macedonia» que integraba al SDSM, al Partido Liberal Democrático y a distintas formaciones de minorías nacionales. El gabinete salió adelante gracias a un pacto con la Unión Democrática para la Integración de Ali Ahmeti, quien había sido uno de los líderes de la insurgencia albanesa en 2001.
El nuevo ejecutivo se puso en marcha el 1 de noviembre de 2002. Entre otras medidas tuvo que afrontar la aplicación de los acuerdos de Ohrid, impulsar la actividad económica y garantizar la seguridad en la región noroeste, donde aún se sucedían enfrentamientos de baja intensidad entre grupos paramilitares. El primer ministro mantuvo una relación cordial con el presidente Boris Trajkovski y llegó a acuerdos con la oposición, liderada por Nikola Gruevski, que le garantizaron una estabilidad mayor a la que había tenido en su primer mandato.

### Presidente de Macedonia
En abril de 2004 se celebraron elecciones anticipadas a la presidencia de Macedonia por la muerte prematura del jefe de Estado, Boris Trajkovski, en un accidente de aviación. Branko Crvenkovski postuló al cargo a propuesta del SDSM y derrotó en la segunda vuelta al nacionalista Saško Kedev con el 62,57% de los sufragios, por lo que se convirtió en presidente de Macedonia a partir del 12 de mayo de 2004. Al ser nombrado jefe de Estado tuvo que dejar la presidencia del SDSM.
Durante el mandato presidencial hubo tres primeros ministros. Crvenkovski fue reemplazado en el ejecutivo por Hari Kostov, exministro del Interior, pero solo duró cinco meses por disputas en la coalición de gobierno y fue reemplazado por Vlado Bučkovski, el anterior ministro de Defensa y líder del SDSM. Los socialistas mantuvieron el poder hasta la celebración de las elecciones legislativas de 2006, en las que hubo un vuelco electoral con el triunfo del VMRO-DPMNE. De este modo el presidente encargó la formación de un nuevo gobierno al nacionalista Nikola Gruevski, quien gobernó primero en coalición y luego obtuvo mayoría absoluta en las elecciones anticipadas de 2008.
Tras completar su mandato de cinco años, Crvenkovski renunció a presentarse a la reelección y fue reemplazado por el ganador de las elecciones presidenciales de 2009, el candidato conservador Gjorge Ivanov.

## Vida posterior
En mayo de 2009, Crvenkovski retomó la presidencia del SDSM y centró esfuerzos en recomponer la oposición al gobierno de Gruevski, quien en aquel momento gozaba de respaldo por el crecimiento económico del país. El expresidente confió la candidatura en las elecciones parlamentarias de 2011 a Radmila Šekerinska, quien había derrotado en primarias a Vlado Bučkovski, pero los nacionalistas conservaron el poder.
Crvenkovski renunció a la presidencia del SDSM el 2 de junio de 2013, cediendo el cargo al vicepresidente Zoran Zaev, y anunció su retirada de la vida política.
En 2014, se supo que Crvenkovski había sido investigado ilegalmente, junto a otros miembros de la oposición, en un escándalo de escuchas telefónicas por parte del gobierno de Nikola Gruevski, quien se vio obligado a dimitir en 2016.